# Charlotte Lembach
Charlotte Lembach (n. 1 aprilie 1988, Strasbourg, Franța) este o scrimeră franceză, medaliată olimpică. A participat la 2 ediții ale Jocurilor Olimpice (2016, 2020) în care a câștigat o medalie de argint.